# Nóżka (wędkarstwo)

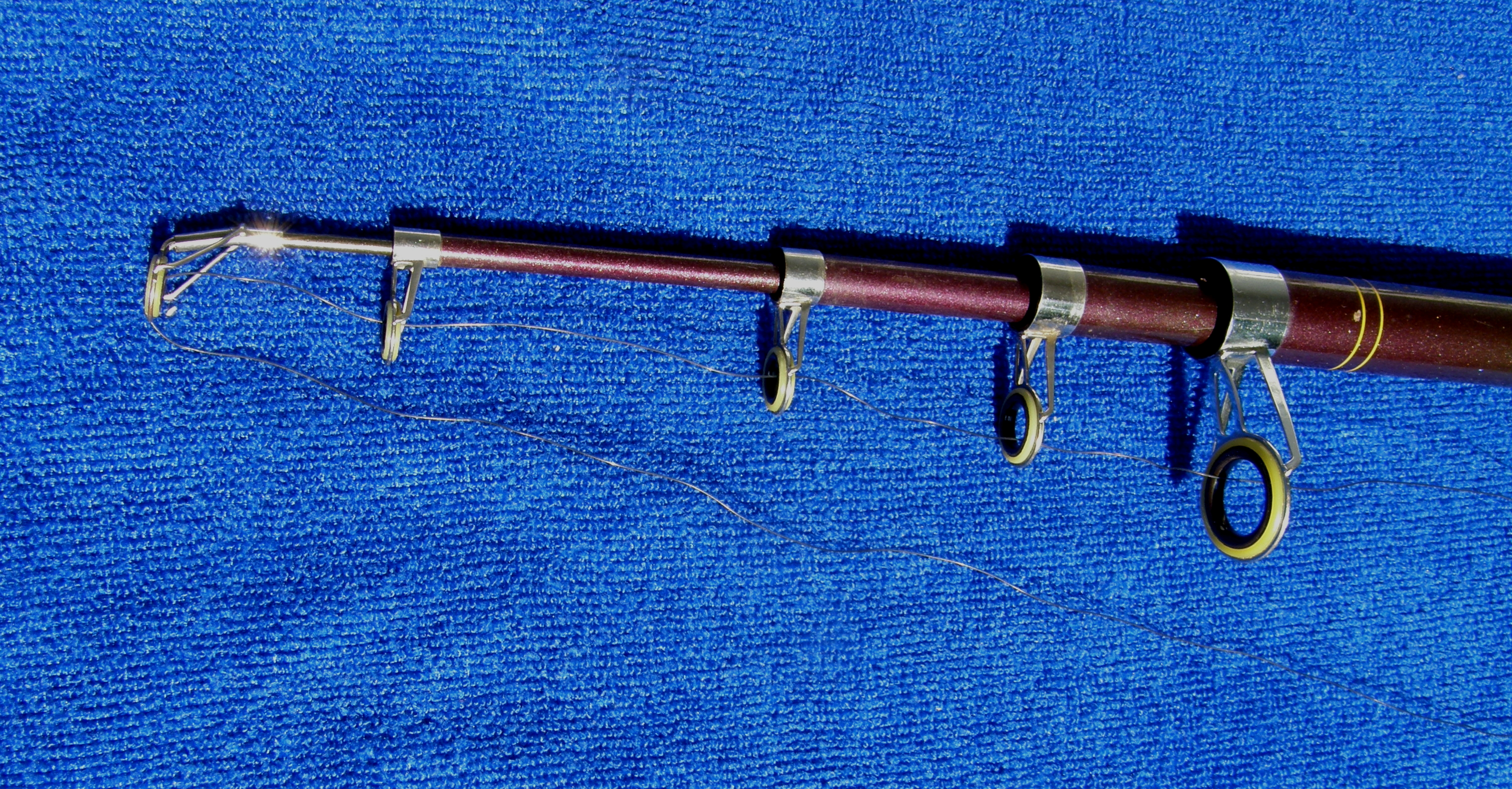
Nóżki znajdują się pomiędzy pierścieniami z żyłką, a wędziskiem

Nóżka – część przelotki znajdująca się pomiędzy wędką (ewentualnie pantofelkiem), a pierścieniem przez który przechodzi żyłka wędkarska.